# Episodi di Da Vinci's Inquest (terza stagione)
La terza stagione della serie televisiva Da Vinci's Inquest è stata trasmessa in anteprima in Canada dalla CBC Television tra il 4 ottobre 2000 e il 6 febbraio 2001.
| nº | Titolo originale                                     | Titolo italiano | Prima TV Canada  | Prima TV Italia |
| -- | ---------------------------------------------------- | --------------- | ---------------- | --------------- |
| 1  | That's the Way the Story Goes                        | inedito         | 4 ottobre 2000   | inedito         |
| 2  | Bring Back the Dead                                  | inedito         | 11 ottobre 2000  | inedito         |
| 3  | It's a Bad Corner                                    | inedito         | 18 ottobre 2000  | inedito         |
| 4  | Do You Wanna Dance                                   | inedito         | 25 ottobre 2000  | inedito         |
| 5  | The Hottest Places in Hell                           | inedito         | 8 novembre 2000  | inedito         |
| 6  | This Shit Is Evil                                    | inedito         | 15 novembre 2000 | inedito         |
| 7  | An Act of God                                        | inedito         | 22 novembre 2000 | inedito         |
| 8  | All Tricked Up                                       | inedito         | 29 novembre 2000 | inedito         |
| 9  | Better Broke Than Naked                              | inedito         | 9 gennaio 2001   | inedito         |
| 10 | You See How It Begins?                               | inedito         | 16 gennaio 2001  | inedito         |
| 11 | It's Backwards Day                                   | inedito         | 23 gennaio 2001  | inedito         |
| 12 | The Sparkle Tour                                     | inedito         | 30 gennaio 2001  | inedito         |
| 13 | I'm an Anomaly and an Anachronism, But I'm Not Alone | inedito         | 6 febbraio 2001  | inedito         |